# Bătălia de la Kosovo Polje (1448)
A doua Bătălie de la Kosovo Polje a avut loc între 17-20 octombrie 1448 lângă Câmpia Mierlei (în sârbă Kosovo Polje/Косово Поље; în maghiară Rigómező), un oraș din Serbia de astăzi, între o coaliție creștină sub conducerea lui Ioan de Hunedoara și o armată a Imperiului Otoman condusă de sultanul Murad al II-lea.

## Pregătirile
După înfrângerea suferită în bătălia de la Varna din 1444, Ioan Huniade a ridicat o nouă armată, după care, în anul 1448, a început o nouă campanie împotriva Imperiului Otoman. Planul său s-a bazat pe o revoltă în Balcani și un atac surpriză împotriva otomanilor, și pe distrugerea forțelor principale ale acestora într-o singură bătălie. Huniade a fost foarte confident în șansele sale și a comis unele erori tactice care l-au costat victoria.
Conducătorul Albaniei, Skanderbeg și armata sa au încercat să se alăture coaliției creștine, dar au fost atacați de vasalul otomanilor Đurađ Branković al Serbiei și de Vladislav al II-lea al Valahiei, care l-au împiedicat să ajungă la locul bătăliei.
Halil ibn Ismaili, nepotul misticului Șeic Bedreddin, care a participat personal la bătălie, va relata:
„Sultanul Murad, ieșind cu tobe și steaguri/ A pornit împotriva lui Iancu (Iangu) cel afurisit/ Cu gîndul de a răvăși sangeacul acestuia.”
Acest fapt ar putea implica o posibilă cunoaștere de către Murad a atacului condus de către Huniade, sau intenția concomitentă a acestuia de a ataca Regatul Ungariei. Această neconcordanță poate fi, de asemenea, explicată de stilul istoriografic otoman, autorii simplificând relatarea evenimentelor istorice, prezentând exclusiv victoriile și meritele sultanilor, omițând detalii ce le-ar putea diminua măreția.

## Desfășurarea bătăliei
Când Ioan Huniade a ajuns pe câmpia de lângă Kosovo, și-a dat seama că otomanii erau în spatele armatei sale. Atât Huniade cât și sultanul au dat ordin să se ocupe dealurile din zonă, pentru o amplasare cât mai bună în teren. În urma unei lupte intense, creștinii au reușit să cucerească pozițiile dorite și au fortificat tabăra utilizând carele de luptă din dotare. A doua zi a început bătălia propriu-zisă. Huniade a atacat primul cu trupele sale de cavalerie grea și ușoară, având ca obiectiv flancurile otomane. Cavaleria s-a ciocnit de trupele rumeliene și anatoliene, care au fost ajutate și de cavaleria ușoară turcă, creștinii fiind copleșiți de cele trei corpuri. Supraviețuitorii au fost nevoiți să se retragă la carele de război. Când Huniade a văzut că primul atac a fost respins, a atacat cu grosul armatei sale, compusă din infanterie ușoară și cavalerie grea. Ienicerii nu au reușit să oprească atacul, așadar cavalerii au înaintat prin centrul câmpiei, dar au fost opriți la tabăra inamică. După ce asaltul a fost oprit, infanteria otomană s-a regrupat și a început să atace caii cavalerilor creștini pentru a opri avansul acestora. Cavaleria ușoară a rămas fără suportul celor în armură, otomanii reușind din nou să-i întoarcă la tabără. În haosul care a urmat, ienicerii au ucis majoritatea nobililor creștini, iar Huniade a încercat să scape cu viață, însă a fost capturat de sârbi. Noaptea, cele două tabere au făcut schimb de canonade. Dimineața următoare sultanul a ordonat atacul final, otomanii reușind să anihileze restul armatei maghiare.

## Urmări
În cele trei zile cât a durat bătălia de la Kosovo, ambele tabere au suferit mari pierderi de vieți omenești, însă otomanii au obținut controlul asupra terenului după a doua zi de luptă. Se estimează că forțele creștine numărau circa 24.000 de oșteni, iar turcii aproximativ 60.000. Pierderile au fost probabil în jur de 10.000 de ambele părți.
Această bătălie a demonstrat faptul că un atac masiv de cavalerie grea nu a fost în stare să învingă o armată turcească obișnuită (fără armura greoaie a cavaleriei creștine), deznodământ repetat și la bătălia de la Mohács.
Statele creștine din Balcani nu au reușit să reziste imperiului Otoman după această înfrângere, ajungând până la urmă sub controlul acestuia. Huniazii au apărat totuși cu succes Regatul Ungariei împotriva campaniilor otomane. De asemenea, Skanderbeg și-a continuat cu succes rezistența anti-otomană, însă după moartea sa în 1468, Albania a ajuns sub stăpânire turcească.